# Les Génies de la science
Les Génies de la science est une revue trimestrielle d'histoire des sciences éditée par le groupe Pour la Science. 

## Historique
La revue a été publiée de 1999 à 2009. Le dernier numéro est consacré à Pierre-Gilles de Gennes.

## Description
Chaque numéro propose un dossier sur un scientifique de renom (Galilée, Einstein ou encore Freud), ainsi que des articles plus courts et des actualités de l'histoire des sciences.